# Економска правда
Економска правда је идеално стање у коме сви чланови друштва имају једнаке могућности за приступ материјалним ресурсима како би задовољили своје потребе и испунили своје људске потенцијале. За социјалне раднике је овај појам отелотворење принципа по коме власти и социјалне институције омогућују и осигуравају да сви људи имају адекватан приход изнад или до утврђене границе. Неки социјални радници користе појам „дистрибутивна правда“.